# Сартыков
Сартыков (хак. Ызых кисті) — аал в Алтайском районе Хакасии, расположен на реке Абакан в 25 км к Ю.-З. от райцентра села Белый Яр.
Рельеф местности — степной. Расстояние до ближайшей ж.-д. ст. (Абакан) — 52 км, до аэропорта г. Абакан — 57 км.
Население — 257 чел. (01.01.2004). Нац. состав: хакасы (79 %), русские (14 %), немцы, мордва и др.
Первое упоминание об аале относится к 1847 году. Это было родовое имение семьи Сартыкова. В 1930 году аалы Сартыков, Аршанов, Хызыл Салда были объединены в сельхозартель «Изых». В 1951 году артель реорганизована в колхоз им. Кагановича. В 90-е годы XX века здесь располагалась ферма № 2 ЗАО «Аршановское».
В аале находится начальная школа, сельская библиотека, фельдшерско-акушерский пункт.

## Население
| 2002 | 2010 | 2013 |
| ---- | ---- | ---- |
| 247  | ↗274 | ↘269 |